# Adam Gilg
Adán, Adamo o Adam Gilg. (20 de diciembre de 1653, Moravia, Bohemia, Checoeslovaquia – 1711, Mátape, Nueva España), misionero y sacerdote católico perteneciente a los jesuitas, enviado a la Nueva España para evangelizar, y parte de la evangelización en las Misiones Jesuíticas del desierto de Sonora, fundador eclesiástico de Hermosillo, Sonora, junto con Juan Bautista Escalante en 1700, el primero en describir la etnia seri y diccionarios (vocabularios) indígenas.

## Primero años
Ingresó en la Compañía de Jesús a los 17 años de edad, el 30 de diciembre de 1670, donde realizó los estudios de filosofía y teología y concluyó con su profesión solemne de votos el 19 de marzo de 1687. Zarpó hacia la Nueva España desde Cádiz, en compañía de Marco Antonio Kappus. En la cédula de embarque se le describió como sacerdote de estatura mediana, barba y pelo negro, cara redonda y cuerpo abultado.

## En la Nueva España
Fue designado como misionero en el noroeste de la Nueva España y el 11 de marzo de 1688 sustituyó al padre Fernández Cebero como encargado de levantar otra vez el pueblo y Misión de Nuestra Señora del Pópulo, (al norte de San Miguel de Horcasitas) en la ribera del Río San Miguel, habitada principalmente por indios seris, los más primitivos de la zona, en el rectorado de San Francisco Javier de Sonora, puesto que desempeñó hasta el año de 1690, porque fue designado a la Misión de Cucurpe. Ahí trabajo con Eusebio Kino, a quien acompañó en su excursión al Río Colorado partiendo del 7 de febrero al 14 de marzo de 1699 junto con Juan Mateo Mange.
El 13 de mayo de 1700 el padre Gilg, y el gobernador seri Francisco Santiago recibieron y acogieron por dos días al capitán Juan María Escalante, quien venía haciendo un recorrido de norte a sur, quien les ordenó que hicieran las paces con los indios cocomacaques de San Francisco Javier, ubicados a 13 leguas al sur, a las orillas del Río Sonora, (entre Hermosillo y Ures).  El padre Adán acompañó a Escalante en su travesía a la ranchería del Pitiquín. El día siguiente llegaron con los comacaques, durmiendo ahí. Escalante sugirió que construyeran un templo para que el padre Gilg, les diera misa y los bautizara. El día siguiente el padre dio misa y bautizó 12 niños indígenas. El padre Adán construyó un mapa el El pitiquín (nombrado anteriormente así, por Eusebio Francisco Kino) donde aparece la Pimería Alta y la Pimería baja, los seris, las misiones de los ríos Sonora y Santa María. Ese año quedó fundado eclesiásticamente el pueblo de la Santísima Trinidad del Pitiquín por el padre Adán Gilg, (posteriormente Pitic, y luego Hermosillo) quien estuvo realizando visitas posteriormente y hasta 1704.
En 1704 fue trasladado a Mátape con los indios ópatas donde desde 1709, desempeñó además del cargo de misionero de ese partido, asumió el de rector de San Francisco de Borja. Estuvo en esta Misión hasta 1709 y murió poco después, aparentemente en 1711.

## Obra
Escribió un informe sobre los seris trazó un mapa de la Pimería Alta. También escribió varios vocabularios en lenguas indígenas entre ellos, eudeve.La vida y trabajo de Adam y los seris, han permanecido inexplorado y con desinterés de las siguientes generaciones.